# Енохианский язык
Енохиа́нский язы́к — искусственный язык, созданный в конце XVI века английскими оккультистами Джоном Ди и Эдвардом Келли. Келли участвовал в изысканиях Ди как медиум; на енохианском языке будто бы говорили сверхъестественные существа — «енохианские ангелы» — с которыми Ди и Келли якобы вступали в контакт в ходе спиритических сеансов. Ди и Келли оставили в своих дневниках корпус текстов на енохианском языке, некоторые — с переводом на английский язык. Этот язык играл ключевую роль в созданной Ди и Келли енохианской магии, и на нём были написаны тексты енохианских «ключей» и заклинаний.
Фонология енохианского практически полностью совпадает с фонологией английского языка, грамматика также совпадает с английской. Енохианский язык не является разговорным, однако имеет синтаксическую, грамматическую и орфографическую основу. Сами Ди и Келли не называли язык «енохианским», предпочитая именовать его «ангельским», «небесным» и «священным» и приписывая ему статус праязыка, на котором говорил первый человек Адам.

## История
Грамматическую структуру языка и словарь получили Джон Ди (доктор Ди) и Эдуард Келли в ходе спиритических сеансов в 1583—1584 годы Своё название енохианский язык получил в честь библейского патриарха Еноха.
Ди и Келли заявляли, что языку научили их Ангелы, что он даже древнее, чем санскрит и что он обладает огромной магической силой, способной колебать пространство-время. Поэтому свои записи Ди и Келли вели в зашифрованном виде.
Наряду со структурой языка были получены так называемые енохианские ключи. Считается, что гармоническое сочетание звуков енохианского языка составлено в них для получения наиболее сильного эффекта. Количество ключей — 19.
Эпохой расцвета енохианского языка считается XIX век, когда магический Орден Золотой Зари стал использовать его в своих ритуалах.

## Алфавит
Направление письма — справа налево. Количество букв енохианского алфавита — 22.
| Английский эквивалент | Буква | Название буквы | Произношение              | Примечания |
| --------------------- | ----- | -------------- | ------------------------- | --- |
| A                     |       | Un             | /ɑ/, /ɑː/                 | Ударная гласная — /ɑː/, безударная — /ɑ/.                                                                                    |
| B                     |       | Pa             | /b/                       | |
| C / K                 |       | Veh            | /k/, /s/                  | C произносится как /k/ перед буквами A, U, O (с исключениями), и как /s/ перед I, E (с множеством исключений).               |
| D                     |       | Gal            | /d/                       | |
| E                     |       | Graph          | /e/, /ɛ/                  | Ударная гласная /e/, безударная — /ɛ/.                                                                                       |
| F                     |       | Or             | /f/                       | |
| G / J                 |       | Ged            | /dʒ/, /g/                 | G произносится как твёрдая /g/ перед гласными U, A, O; как /dʒ/ перед I, E, D и в конце слова.                               |
| H                     |       | Na             | /h/                       | Как /h/, кроме комбинаций CH, PH, SH, TH.                                                                                    |
| I                     |       | Gon            | /i/, /ɪ/, /j/             | Ударная I произносится как /i/, безударная — /ɪ/, в начале слов перед гласной — /j/ (например, Iad = /jad/).                 |
| L                     |       | Ur             | /l/                       | |
| M                     |       | Tal            | /m/                       | |
| N                     |       | Drux           | /m/                       | |
| O                     |       | Med            | /o/, /ɔ/                  | Ударная O произносится как /o/, безударная — /ɔ/.                                                                            |
| P                     |       | Mals           | /p/                       | P произносится как /p/, за исключением комбинации PH /f/.                                                                    |
| Q                     |       | Ger            | /kw/                      | |
| R                     |       | Don            | /ɹ ~ r/                   | |
| S                     |       | Fam            | /s/, /z/                  | S в основном произносится как /s/, в некоторых случаях — как /z/ (пример: слово lrasd).                                      |
| T                     |       | Gisg           | /t/                       | Произносится как /t/, за исключением комбинации TH /θ/.                                                                      |
| U / V                 |       | Van            | /uː/, /ʊ/, /ju/, /v/, /w/ | U в основном произносится как /uː/ или /ʊ/; в начале слова — /ju/, и как /v/ или /w/ перед другим гласным или в конце слова. |
| X                     |       | Pal            | /ks/                      | |
| Y / W                 |       | Gon (с точкой) | /j/, /i/, /ɪ/             | Y произносится как /j/ в начале слова перед гласной, а перед согласным или в конце слова — аналогично букве I.               |
| Z                     |       | Ceph           | /z/                       | |

Комбинация CH произносится как /k/, SH как /ʃ/, TH как /θ/.

## Лексика
Лексика, по всей видимости, является произвольной. Заметных заимствований из английского, иврита, греческого и латыни не обнаруживается. Тем не менее встречаются слова, которые можно понять наполовину, но с незнакомыми значениями, в основном связанные с Библией: paradiz («девы», от англ. Paradise — Рай?), angelard («мысль», от англ. angel — ангел?), luciftias («яркость», «светлота», от англ. Lucifer — «Люцифер» и/или лат. lumina — светиться?), salman («дом», от англ. Solomon — Соломон?), babalond («нечестивые», «нечестивцы», «блудница», от англ. Babylon — Вавилон?).

## Грамматика
Глаголы енохианского языка имеют единственные и множественные формы, настоящее, будущее и прошедшее время, а также сослагательное наклонение и причастные формы. Тем не менее спряжение ни одного глагола Джоном Ди полностью не описано .

## Числительные
В енохианских ключах встречаются отдельные числительные, записанные в буквенной форме:

| - L — 1 - O — 5 - Р — 8 - OS — 12 - AF — 19 - ОР — 22 - OL — 24 - ОХ — 26 | - NI — 28 - ОВ — 28 - GA — 31 - PD — 33 - UX — 42 - CLA — 456 - QUAR — 1636 - MIAN — 3663 | - DAOX — 5618 - ERAN — 6332 - DARG — 6739 - TAXS — 7336 - АСАМ — 7699 - EMOD — 8763 - МАРМ — 9639 - CIAL — 9996 - PEOAL — 69636 |

## Образец текста
В качестве примера текста, ниже представлен второй енохианский ключ:

- Енохианский: «ADGT UP-AAH ZONG OM FAAIP SALD VI IV L SOBAM IALPRG I ZA ZAZ PIADPH CASARMA ABRAMG TA TALHO PARACLE-DA QTA LORSLQ TVRBS OOGE BALTH GIVI CHIS LVSD ORRI OD MICALP CHIS BIA OZONGON LAP NOAN TROF CORS TA-GE OQ MANIN IAIDON TORZV GOHEL ZACAR CA C-NOQOD ZAMRAN MICALZO OD OZAZM VRELP LAP ZIR IOIAD.» (Произношение: Adagita vau-pa-ahe zodonugo-nu omfa-a-ipe salada! Vi-i-vau el! Sobame turebesa ooge balatohe! Giui cahisa lusada oreri od micalapape cahisa bia ozodonugo-nul! lape noanu tarofe coresa ta-ge o-quo maninu IA-I-DON. Torezodu! gohe-el, zo-dacare eca ca-no-quoda! zodameranu micalazodo od ozodazo-dame vaure-lap; lape zodir IOIAD!)
- Перевод: «Постигнут ли крылья ветров ваши дивные гласы? О вы, вторые из первых, кого сотворило палящее пламя в глубинах глотки моей! Кого приготовил я, словно чаши для брачного пира или цветы во всей красоте их для Чертога праведности! Крепче бесплодного камня ваша стопа, сильнее многих ветров голоса ваши! Ибо сделались вы как зданье, подобного коему нет, кроме как в замыслах Всемогущего! „Восстаньте же“ — молвит Первый,— „выйдите к Слугам его! Явитесь в силе своей и даруйте мне силу Прозренья, ибо я — от того, кто живёт вовеки!“.»